# Canthon aberrans
Canthon aberrans är en skalbaggsart som beskrevs av Edgar von Harold 1868. Canthon aberrans ingår i släktet Canthon och familjen bladhorningar. Inga underarter finns listade.